# دیک‌دیک نقره‌ای
دیک‌دیک نقره‌ای (نام علمی: Madoqua piacentinii) نام یک گونه از سرده دیک‌دیک است.